# 나가오카번 (야마시로국)
나가오카 번(일본어: 長岡藩 나가오카한[*])은 일본 에도 시대 전기 야마시로국 오토쿠니군 주변을 지배했던 번이다. 에치고국의 나가오카 번과 구분하기 위해 야마시로 나가오카 번(山城長岡藩)으로 표기하는 경우도 있다. 지금의 교토부 나가오카쿄시에 진야를 번청으로 두었다.

## 번의 역사
간에이 10년(1633년) 3월 25일, 쇼인반(書院番)으로 가즈사국·시모사국 내 등지의 8천 석 영주였던 하타모토 나가이 나오키요가 기존의 영지에 야마시로국·기이국·셋쓰국 내 등지의 4천 석 영지를 추가로 받고 1만 2천 석의 후다이 다이묘로 승격되면서 야마시로 나가오카 번이 세워졌다. 당초 번청을 나가오카(長岡)의 쇼류지(勝竜寺)에 두었으나, 후에 인근 진소쿠지(神足寺)로 이전하였다. 나오키요는 승격과 동시에 쇼인반가시라(書院番頭)로 승진하였다. 게이안 2년(1649년) 7월 4일, 나오키요는 2만 4천 석의 영지를 추가로 받아 셋쓰국 다카쓰키 번으로 옮겨가게 되었고, 이에 따라 야마시로 나가오카 번은 폐지되었다.

## 번주
- 나가이 나오키요(永井直清) 재위 1636년 ~ 1649년